# ゴイアス州

ゴイアス州
Estado de Goiás

ゴイアス州 (ゴイアスしゅう、Goiás ブラジルポルトガル語発音: [ɡojˈjas] ( 音声ファイル)、略称：GO) は、ブラジル中部の州。人口は705万6495人（2022年）。州都はゴイアニア。

## 隣接州
- トカンティンス州
- バイーア州
- ミナスジェライス州
- ブラジリア連邦直轄区
- マットグロッソ・ド・スル州
- マットグロッソ州

## 主な都市
- ゴイアニア
- アパレシダ・デ・ゴイアニア
- アナポリス
- カタラン
- イツンビアラ
- フォルモサ
- ゴイアス

## 教育
- ゴイアス連邦大学
- ゴイアス・カトリック大学